# Jean Lucas
Jean Lucas (Le Mans, 25 april 1917 – Saint-Martin-de-Ré, 27 september 2003) was een Formule 1-coureur uit Frankrijk. Hij was de manager van het team Gordini, maar toen de echte coureur van het team Robert Manzon niet kon rijden, stapte Lucas in in zijn plaats. Hij reed de Grand Prix van Italië in 1955, maar behaalde geen punten.